# Karang Pakis
Karang Pakis is een bestuurslaag in het regentschap Jombang van de provincie Oost-Java, Indonesië. Karang Pakis telt 3791 inwoners (volkstelling 2010).